# August Lürman
Stephan August Lürman (* 22. September 1820; † 13. Oktober 1902 in Bremen) war ein deutscher Staatsanwalt, Senator und Bürgermeister in Bremen.

## Biografie
Die Familie Lürman wurde ab dem 15. Jahrhundert als Kaufleute und auch als Bürgermeister von Iserlohn nachgewiesen. Nach 1800 hatten sie in Bremen angesehene Positionen. August Lürmans Vater, der Eltermann (Sprecher der Kaufleute) Theodor Gerhard Lürman (1789–1865)  war bekannt für seine umfangreiche Gemäldesammlung, die teilweise als Geschenk der Erben 1903 in den Besitz der Kunsthalle Bremen kam.
August Lürman war der Vater von Senator Theodor Lürman (1861–1932). Er war wie sein Sohn ein promovierter Jurist, dann Staatsanwalt und ab den 1880er Jahren Senator von Bremen. Zwischen 1882 und 1918 wurden die Bürgermeister in Bremen vom Senat der Freien Hansestadt Bremen aus seiner Mitte für jeweils ein Kalenderjahr gewählt, konnten jedoch mehrmals ihr Amt wahrnehmen. Lürman war vier Mal Bürgermeister und zwar in den Jahren 1887, 1889, 1892 und 1894.
Er wurde auf dem Riensberger Friedhof in Bremen beerdigt (Grablage AA 43a).
Die Lürmanstraße in Bremen-Schwachhausen wurde nach der Familie benannt.

## Trivia
Im Briefroman Sommer in Lesmona, der aus Bremen stammenden Autorin Magdalene Pauli, schildert diese ihre eigenen Erlebnisse in den Jahren 1893–1896. In der Verfilmung des Romans trägt die Protagonistin Marga den Nachnamen der großbürgerlichen Bremer Familie Lürman.